# Laurence Olivier Awards 1979
Die 4. Laurence Olivier Awards 1979 wurden im Café Royal in London vergeben, damals noch unter der Bezeichnung Society of West End Theatre Awards. Ausgezeichnet wurden Produktionen der Theatersaison 1978/79.

## Hintergrund
Der Laurence Olivier Award (auch Olivier Award) ist ein seit 1976 jährlich vergebener britischer Theater- und Musicalpreis. Er gilt als höchste Auszeichnung im britischen Theater und ist vergleichbar mit dem Tony Award am amerikanischen Broadway. Verliehen wird die Auszeichnung von der Society of London Theatre. Ausgezeichnet werden herausragende Darsteller und Produktionen einer Theatersaison, die im Londoner West End zu sehen waren. Die Auszeichnungen hießen zunächst Society of West End Theatre Awards und wurden 1985 zu Ehren des renommierten britischen Schauspielers Laurence Olivier in Laurence Olivier Awards umbenannt. Die Nominierten und Gewinner der Laurence Olivier Awards „werden jedes Jahr von einer Gruppe angesehener Theaterfachleute, Theaterkoryphäen und Mitgliedern des Publikums ausgewählt, die wegen ihrer Leidenschaft für das Londoner Theater“ bekannt sind.

## Gewinner und Nominierte
| Bestes neues Theaterstück | Bestes neues Musical |
| --- | --- |
| - Betrayal von Harold Pinter – Royal National Theatre - Night and Day von Tom Stoppard – Phoenix Theatre - The Crucifer of Blood von Arthur Conan Doyle, adaptiert von Paul Giovanni – Theatre Royal Haymarket - Undiscovered Country von Arthur Schnitzler, adaptiert von Tom Stoppard – Royal National Theatre                         | - Songbook – Globe Theatre - Ain’t Misbehavin’ – Her Majesty’s Theatre - Bar Mitzvah Boy – Adelphi Theatre - Chicago – Cambridge Theatre |
| Beste neue Comedy | |
| - Middle-Age Spread von Roger Hall – Lyric Theatre - Clouds von Michael Frayn – Duke of York’s Theatre - Outside Edge von Richard Harris – Queen’s Theatre | |
| Darsteller des Jahres Wiederaufnahme | Darstellerin des Jahres Wiederaufnahme |
| - Warren Mitchell als Willy Loman in Death of a Salesman – Royal National Theatre - Michael Bryant als David Roberts in Strife – Royal National Theatre - Jonathan Pryce als Petruchio in The Taming of the Shrew – RSC im Aldwych Theatre - Patrick Stewart als Shylock in The Merchant of Venice – RSC im Donmar Warehouse             | - Zoë Wanamaker als May Daniels in Once in a Lifetime – RSC im Aldwych Theatre - Paola Dionisotti als Kate Minola in The Taming of the Shrew – RSC im Aldwych Theatre - Glenda Jackson als Cleopatra in Antony and Cleopatra – RSC im Aldwych Theatre - Billie Whitelaw als Winnie in Happy Days – Royal Court Theatre                 |
| Darsteller des Jahres Theaterstück | Darstellerin des Jahres Theaterstück |
| - Ian McKellen als Max in Bent – Royal Court Theatre / Criterion Theatre - Michael Gambon als Jerry in Betrayal – Royal National Theatre - Dinsdale Landen als Mervyn in Bodies – Ambassadors Theatre - John Standing als Benedict in Close of Play – Royal National Theatre                                                             | - Jane Lapotaire als Édith Piaf in Piaf – RSC im Donmar Warehouse - Constance Cummings als Emily Stilson in Wings – Royal National Theatre - Gemma Jones als Helen Stott in And a Nightingale Sang – Queen’s Theatre - Jessica Tandy als Fonsia Dorsey in The Gin Game – Lyric Theatre                                                 |
| Bester Hauptdarsteller Musical | Beste Hauptdarstellerin Musical |
| - Anton Rodgers als verschiedene Rollen in Songbook – Globe Theatre - Tony Britton als Henry Higgins in My Fair Lady – Adelphi Theatre - Michael Crawford als Charlie Gordon in Charlie and Algernon – Queen’s Theatre - Ben Cross als Billy Flynn in Chicago – Cambridge Theatre                                                        | - Virginia McKenna als Anna Leonowens in The King and I – London Palladium - Carol Channing als Dolly Levi in Hello, Dolly – Theatre Royal Drury Lane - Antonia Ellis als Velma Kelly in Chicago – Cambridge Theatre - Liz Robertson als Eliza Doolittle in My Fair Lady – Adelphi Theatre                                             |
| Beste Comedy-Darbietung | |
| - Barry Humphries als Dame Edna Everage in A Night with Dame Edna – Piccadilly Theatre - Richard Griffiths als George Lewis in Once in a Lifetime – RSC im Aldwych Theatre - Oscar James als Meadowlark Warner in Gloo Joo – Criterion Theatre - Maureen Lipman als Maggie in Outside Edge – Queen’s Theatre                             | |
| Bester Nebendarsteller Theaterstück | Beste Nebendarstellerin Theaterstück |
| - Patrick Stewart als Mark Antony in Antony and Cleopatra – RSC im Aldwych Theatre - Michael Bryant als Dr. von Aigner in Undiscovered Country – Royal National Theatre - Stephen Greif als Biff Loman in Death of a Salesman – Royal National Theatre - David Suchet als Herman Glogauer in Once in a Lifetime – RSC im Aldwych Theatre | - Doreen Mantle als Linda Loman in Death of a Salesman – Royal National Theatre - Carmen du Sautoy als Miss Leighton in Once in a Lifetime – RSC im Aldwych Theatre - Alison Fiske als Evie Ardsley in For Services Rendered – Royal National Theatre - Patricia Routledge als Peggy Stott in And a Nightingale Sang – Queen’s Theatre |
| Beste Regie | |
| - Michael Bogdanov für The Taming of the Shrew – RSC im Aldwych Theatre - Michael Elliott für The Family Reunion – Vaudeville Theatre - Trevor Nunn für Once in a Lifetime – RSC im Aldwych Theatre - Michael Rudman für Death of a Salesman – Royal National Theatre                                                                    | |
| Bestes Bühnenbild | |
| - William Dudley für Undiscovered Country – Royal National Theatre - John Bury für Strife – Royal National Theatre - John Napier für Once in a Lifetime – RSC im Aldwych Theatre - Carl Toms für For Services Rendered – Royal National Theatre                                                                                          | |
| Herausragende Leistungen Ballett | |
| - Peter Schaufuss für La Sylphide, London Festival Ballet – Royal Festival Hall - Kenneth MacMillan für Playground, The Royal Ballet – Sadler’s Wells Theatre - The Tempest, Ballet Rambert – Sadler’s Wells Theatre | |
| Herausragende Leistungen Oper | |
| - The Rake’s Progress, The Royal Opera – Royal Opera House - Die Zauberflöte, The Royal Opera – Royal Opera House - Manon, English National Opera – London Coliseum - The Adventures of Mr Brouček, English National Opera – London Coliseum                                                                                             | |

## Sonderpreise
| Kategorie                         | Preisträger      |
| --------------------------------- | ---------------- |
| Sonderpreis der Society of London | Laurence Olivier |

## Statistik

### Mehrfache Nominierungen
- 6 Nominierungen: Once in a Lifetime
- 4 Nominierungen: Death of a Salesman
- 3 Nominierungen: Chicago, The Taming of the Shrew und Undiscovered Country
- 2 Nominierungen: And a Nightingale Sang, Antony and Cleopatra, Betrayal, For Services Rendered, My Fair Lady, Outside Edge, Songbook und Strife

### Mehrfache Gewinne
- 2 Gewinne: Death of a Salesman und Songbook